# Der Traum (Zola)

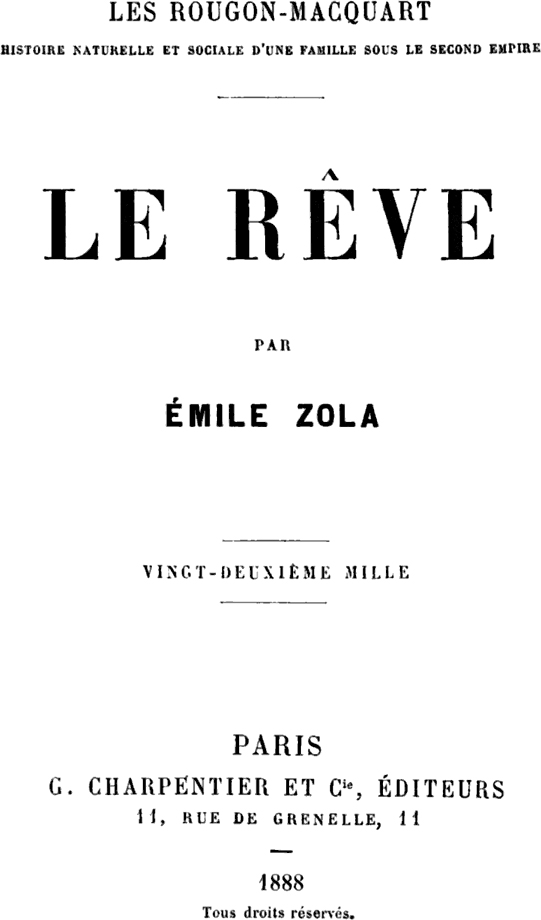

Der Traum (franz. Le rêve) ist ein Roman von Émile Zola und zugleich der 16. Band des zwanzigbändigen Rougon-Macquart-Zyklus. Er erschien erstmals im Oktober 1888 bei Charpentier. Die Handlung vollzieht sich im Zeitraum 1860 bis 1869. Angélique ist die Tochter von Sidonie Rougon, mit der sie in Die Eroberung von Plassans erstmals auftritt. In Doktor Pascal beschreibt Zola Angélique als von ihren Eltern charakterlich gänzlich verschieden.

## Handlung
Im Mittelpunkt der Handlung steht die Waise Angélique Marie. Sie ist 1851 zur Welt gekommen und von dem kinderlosen Ehepaar Hubert adoptiert worden. Wie einige ihrer Vorfahren neigt sie zu Religiosität, liebt Heiligenlegenden und träumt davon, Jesus im Himmel zu heiraten. Angélique verliebt sich in Félicien d’Hautecœur, der ihre Zuneigung erwidert. Doch Félicien soll ein kirchliches Amt übernehmen, das ihn zum Zölibat zwingt, und Angélique ist nicht standesgemäß. Féliciens Vater ist Bischof und will die Liebesbeziehung unterbinden. Aus Kummer erkrankt Angélique schwer. Als er ihr die letzte Ölung gibt, erbarmt sich der Bischof und stimmt der Heirat von Angélique und Félicien zu. Als Félicien seine Braut nach der Trauung auf den Stufen der Kirche zum ersten Mal küsst, stirbt sie in seinen Armen.